# Ticomyces
Ticomyces — рід грибів родини Meliolaceae. Назва вперше опублікована 1952 року.

## Класифікація
До роду Ticomyces відносять 2 види:
- Ticomyces fuscataus
- Ticomyces psychotriae